# Новосёловка (Оржицкий район)
Новосёловка (укр. Новоселівка) — село,
Воронинцевский сельский совет,
Оржицкий район,
Полтавская область,
Украина.
Код КОАТУУ — 5323680405. Население по переписи 2001 года составляло 300 человек.

## Географическое положение
Село Новосёловка находится на левом берегу реки Слепород в месте впадения в неё реки Вязовец,
выше по течению примыкает село Воронинцы,
ниже по течению на расстоянии в 2,5 км расположено село Черевки,
на противоположном берегу — сёла Котляревское и Приймовщина,
выше по течению реки Вязовец примыкает пгт Новооржицкое.

## История
Имеется на карте РККА M-36 (А) • 1 км. Киевская, Черниговская, Гомельская области.1941 год как Новосельцы, в списке населенных мест Полтавской губернии за 1912 год ответствует  Новосёловка за Яром
Было приписано к Николаевской церкви в Лазорках